# Azriel Levy
Azriel Levy (Wałbrzych, 1934) é um matemático israelense.
Especialista em lógica, é professor emérito da Universidade Hebraica de Jerusalém.

## Publicações selecionadas
- A. Levy: A hierarchy of formulas in set theory, Memoirs of the American Mathematical Society, 57, 1965.
- J. D. Halpern, A. Levy: The Boolean prime ideal theorem does not imply the axiom of choice, Axiomatic Set Theory, Symposia Pure Math., 1971, 83–134.
- A. Levy: Basic Set Theory, Springer-Verlag, Berlin, 1979, 391 pages.  Reprinted by Dover Publications, 2003.